# Szporny László
Szporny László (Alap, 1931. március 8. – ) a Kőbányai Gyógyszerárugyár (a mai Richter Gedeon Nyrt.) kutatóorvosa, kb. 1994-ig a Farmakológiai Kutató Központ főosztályvezetője. 

## Életpályája

### Munkássága
Nevéhez fűződik a Richter-kutatás egyik legsikeresebb korszaka. Kárpáti Egonnal és Forgács Lillával együtt jelentős szerepe volt a vállalat eredeti vegyületen alapuló  Cavinton (Vinpocetin) termékének kidolgozásában, amely számos országban kapott szabadalmat, és 1977-től Kelet-Európában és Japánban is (Calan néven) bevezetett termék lett.

## Díjai, elismerései
- Kabay János-emlékérem
- Érdemes Orvos (1966)
- Állami Díj (1983)